# Općinska nogometna liga Labin 1980./81.
Općinska nogometna liga Labin, također i kao Općinsko nogometno prvenstvo Labin; Prvenstvo NSO Labin, i sl., je bila liga sedmog stupnja nogometnog prvenstva Jugoslavije u sezoni 1980./81. 
 
Sudjelovalo je ukupno 13 klubova, a prvak je bio klub "Radnik" iz Labina. 

## Ljestvica
| mj. | klub                | ut.              | pob              | ner              | por              | gol+             | gol-             | bod              |
| --- | ------------------- | ---------------- | ---------------- | ---------------- | ---------------- | ---------------- | ---------------- | ---------------- |
| 1.  | Radnik Labin        | 19               | 17               | 1                | 1                | 91               | 17               | 35               |
| 2.  | Plomin              | 19               | 15               | 2                | 2                | 73               | 25               | 32               |
| 3.  | Šumber              | 19               | 10               | 2                | 7                | 41               | 43               | 22               |
| 4.  | Polet Snašići       | 19               | 10               | 0                | 9                | 49               | 34               | 20               |
| 5.  | Iskra Vinež         | 19               | 7                | 4                | 8                | 40               | 40               | 18               |
| 6.  | Tempo Katarina      | 19               | 7                | 3                | 9                | 49               | 50               | 17               |
| 7.  | Kožljak             | 19               | 7                | 1                | 11               | 39               | 49               | 15               |
| 8.  | Beneci Nedešćina    | 19               | 6                | 2                | 11               | 31               | 49               | 14               |
| 9.  | 13. Maj Labin       | 19               | 7                | 0                | 12               | 33               | 68               | 14               |
| 10. | Romanija Šušnjevica | 19               | 3                | 0                | 16               | 13               | 57               | 6                |
| 11. | Budućnost Kapelica  | 10               | 2                | 1                | 7                | 12               | 39               | 5                |
|     | Rudar II Labin      | 11               | 6                | 0                | 5                | 38               | 23               | 12               |
|     | Rabac               | van konkurencije | van konkurencije | van konkurencije | van konkurencije | van konkurencije | van konkurencije | van konkurencije |

- "Budućnost" Kapelica – odustali nakon jesenskog dijela
- "Rudar II" Labin – igrao van konkrencije u prvom dijelu, potom prestao s natjecanjem
- Katarina – tadašnji naziv za naselje Sveta Katarina

## Rezultatska križaljka
| kratica | klub                | 13M | BEN | ISK | KOŽ | PLO | POL | !RAD | ROM | ŠUM | TEM | BUD | RUD | RAB |
| --- | ------------------- | --- | --- | --- | --- | --- | --- | ---- | --- | --- | --- | --- | --- | --- |
| 13M | 13. Maj Labin       |     |     |     |     |     |     |      |     |     |     |     |     |     |
| BEN | Beneci Nedešćina    |     |     |     |     |     |     |      |     |     |     |     |     |     |
| ISK | Iskra Vinež         |     |     |     |     |     |     |      |     |     |     |     |     |     |
| KOŽ | Kožljak             |     |     |     |     |     |     |      |     |     |     |     |     |     |
| PLO | Plomin              |     |     |     |     |     |     |      |     |     |     |     |     |     |
| POL | Polet Snašići       |     |     |     |     |     |     |      |     |     |     |     |     |     |
| RAD | Radnik Labin        |     |     |     |     |     |     |      |     |     |     |     |     |     |
| ROM | Romanija Šušnjevica |     |     |     |     |     |     |      |     |     |     |     |     |     |
| ŠUM | Šumber              |     |     |     |     |     |     |      |     |     |     |     |     |     |
| TEM | Tempo Katarina      |     |     |     |     |     |     |      |     |     |     |     |     |     |
| BUD | Budućnost Kapelica  |     |     |     |     |     |     |      |     |     |     |     |     |     |
| RUD | Rudar II Labin      |     |     |     |     |     |     |      |     |     |     |     |     |     |
| RAB | Rabac               |     |     |     |     |     |     |      |     |     |     |     |     |     |
| |                     |     |     |     |     |     |     |      |     |     |     |     |     |     |
| podebljan rezultat - utakmice od 1. do 11. kola (1. utakmica između klubova) rezultat normalne debljine - utakmice od 12. do 22. kola (2. utakmica između klubova) rezultat nakošen - nije vidljiv redoslijed odigravanja međusobnih utakmica iz dostupnih izvora rezultat smanjen * - iz dostupnih izvora nije uočljiv domaćin susreta prekrižen rezultat - poništena ili brisana utakmica p - utakmica prekinuta 3:0 p.f. / 0:3 p.f. - rezultat 3:0 bez borbe |                     |     |     |     |     |     |     |      |     |     |     |     |     |     |